# Milošev Do
Milošev Do (cyr. Милошев До) – wieś w Serbii, w okręgu zlatiborskim, w gminie Prijepolje. W 2011 roku liczyła 63 mieszkańców.